# Stéphane Guay
Stéphane Guay, né le  30 avril 1961 au Mans, est un coureur cycliste français, professionnel entre 1986 et 1990.

## Biographie
Coureur professionnel entre 1986 et 1990 et en tant qu'individuel en 1991. Il est reconnu pour être un sprinteur passant les parcours vallonnés. À partir de 1995, il continue d'exercer sa passion en étant CDT (Cadre technique départemental) de la Sarthe et en donnant ainsi des conseils aux coureurs qu'ils sélectionnent. Il se spécialise dans la formation, permettant à certains coureurs de passer dans les rangs professionnels tels Jimmy Engoulvent, Maryan Hary, Julien Guay, Tony Hurel, Benoît Jarrier, Jeremy Leveau, sans compter tous les coureurs capés en sélection nationale ou régionale. Il a continué de côtoyer le monde professionnel du cyclisme en travaillant 13 années pour la société du Tour de France, ASO. 
Il a deux fils, Baptiste et Alexandre, ayant couru au plus haut niveau amateur et participé à quelques courses professionnelles de classe 2.

## Carrière
Stéphane Guay se fait remarquer en premier lieu chez les amateurs par sa polyvalence et sa vélocité. Avec plus de 150 victoires à son palmarès chez les amateurs, il devient un membre important de l'équipe de France amateur. Il est notamment sélectionné pour la Coors Classic, où il côtoie des coureurs tels que Hinault, Lemond ou encore Phinney. Il se distinguera également chez les professionnels avec ce statut amateur équipe de France au Tour du Limousin, au Circuit de la Sarthe mais surtout aux Championnats du Monde en Italie à Giavera del Montello en 1985.
C'est finalement un vendredi 13 à Lourdes qu'il signera son premier contrat professionnel chez Reynolds (Movistar actuelle), après une victoire sur le Tour de l'avenir devant Abduzhaparov au sprint à Villefranche-de-Rouergue en 1985. Il passe deux ans dans l'équipe espagnole de José Miguel Echavarri où il est équipier de Miguel Indurain, Ángel Arroyo et des frères Gorospe entre autres.
Il se distingue d’ailleurs lors de sa première course professionnelle en remportant la première étape de la Ruta del Sol à |Gibraltar, devant Joho et Sean Kelly.
Il intègre ensuite en 1988 l'équipe française Toshiba présidée par Bernard Tapie, où il fait connaissance des frères Madiot ainsi que de Bjarne Riis.
En 1989, Luis Ocaña le contacte pour un retour en Espagne à Puertas Mavisa (es) où il participe à son premier grand Tour, la Vuelta.
Enfin, il termine sa carrière professionnelle dans une équipe Hispano-hollandaise, Tulip Computers.
Après cinq années chez les professionnels, il redescend amateur malgré un nombre d'accessits prouvant sa régularité dans les sprints.  Sa carrière aura été marquée par une blessure au genou mais surtout par une tuberculose rénale en 1986. De nombreuses chutes également l'ont privé de participation au Tour de France. Il fut également sélectionné pour les Jeux Olympiques de Los Angeles en 1984, mais sera remplacé au dernier moment.
Il comptabilise deux victoires d'étape sur le Tour de l'Avenir (1985 et 1987) et sept podiums en trois participations. Dans les rangs professionnels, il gagne sa première course sur la Ruta del Sol, et obtient pas loin de trente podiums et pas moins de 75 top dix.

## Palmarès

### Palmarès amateur
- 1978
  - 10 victoires (Junior 1)
  - Champion de France ASSU
- 1979
  - 15 victoires (Junior 2)
  - Champion de la Manche
- 1980
  - 3 victoires
- 1981
  - 4 victoires
- 1982
  - 10 victoires
  - 1re et 4e étapes des Boucles de la Mayenne
  - Paris-Évreux
  - 2e de Manche-Atlantique
  - 2e de Paris-Beaugency
  - 2e du Grand Prix de Toulon
  - 3e du Circuit des Deux Provinces
- 1983
  - Grand Prix de Sainte-Maxime
  - Quatre étapes du Tour d'Égypte
  - 2e et 4e étapes des Trois Jours de Vendée
  - 2e de Paris-Évreux
- 1984
  - Grand Prix Rustines
  - 1re et 6e étapes du Tour de la Réunion
  - 2e du Circuit des Remparts
  - 3e de Paris-Évreux
- 1985
  - 3e étape du Tour du Haut-Languedoc
  - 3e étape du Tour de l'Avenir
  - 3e de Paris-Mantes

### Palmarès professionnel
- 1986
  - 1re étape du Tour d'Andalousie
- 1987
  - 11e étape du Tour de l'Avenir

### Résultats sur les grands tours

#### Tour d'Espagne
1 participation
- 1989 : 136e